# Brad Maxwell
Bradley Robert „Brad“ Maxwell (* 8. Juli 1957 in Brandon, Manitoba; † 3. September 2023 in Minneapolis, Minnesota, USA) war ein kanadischer Eishockeyspieler, der im Verlauf seiner aktiven Karriere zwischen 1973 und 1987 unter anderem 691 Spiele für die Minnesota North Stars, Nordiques de Québec, Toronto Maple Leafs, Vancouver Canucks und New York Rangers in der National Hockey League (NHL) auf der Position des Verteidigers bestritten hat. Maxwell, der im Jahr 1984 am NHL All-Star Game teilnahm, gewann mit der kanadischen Nationalmannschaft bei den Weltmeisterschaften 1978 und 1982 jeweils die Bronzemedaille.

## Karriere
Maxwell begann seine Juniorenkarriere zunächst in der British Columbia Junior Hockey League (BCJHL), wo er in der Saison 1973/74 für das US-amerikanische Juniorenteam der Bellingham Blazers aktiv war. Zur Spielzeit 1974/75 wechselte er dann im Juniorensystem der Canadian Hockey League in die höherklassige Western Canada Hockey League (WCHL) zu den New Westminster Bruins. In Diensten der Bruins verbrachte der Verteidiger drei überaus erfolgreiche Jahre. In jedem Jahr seiner Zugehörigkeit zur Mannschaft gewann er mit ihr den President’s Cup, die Meisterschaftstrophäe der WCHL. Somit nahm Maxwell in allen drei Spielzeiten auch am prestigeträchtigen Memorial Cup teil, den New Westminster schließlich 1977 gewann. Sowohl bei diesem Turnier als auch zwei Jahre zuvor war der Defensivspieler ins All-Star-Team berufen worden. Nachdem er seine Juniorenkarriere in der WCHL mit 295 Scorerpunkten in 260 Einsätzen abgeschlossen hatte, wurde der versatile Verteidiger im NHL Amateur Draft 1977 bereits an der siebten Gesamtposition von den Minnesota North Stars aus der National Hockey League (NHL) ausgewählt. Zudem wurde er im WHA Amateur Draft 1977 in der zweiten Runde an zwölfter Stelle von den Birmingham Bulls aus der zu dieser Zeit mit der NHL konkurrierenden World Hockey Association (WHA) gezogen.
Zur Saison 1977/78 wechselte das Talent umgehend in die NHL und stand fortan im Stammaufgebot der Minnesota North Stars. In seinem Rookiejahr sammelte er 47 Scorerpunkte. Darunter befanden sich 18 Tore, von denen er zwölf im Powerplay erzielte und damit diese Statistik ligaweit anführte. Seine Plus/Minus-Bilanz von −56 erwies sich allerdings als zweitschlechtester Wert der gesamten Liga. Dennoch verblieb Maxwell weitere sechs Spielzeiten, die für ihn von Höhen und Tiefen geprägt waren, in Minnesota. Die Saisonbestmarke aus seinem ersten Jahr in der Liga konnte er erst in der Spielzeit 1983/84 auf einen Karrierebestwert von 73 Punkten steigern. Im selben Jahr nahm er auch das einzige Mal am NHL All-Star Game teil. In den Jahren dazwischen war der Kanadier durch Verletzungen immer wieder gehandicapt. Zwischen 1978 und 1982 absolvierte er nur einmal mehr als 70 Spiele in einer Saison. Dennoch war er ein entscheidender Bestandteil des Teams, das in den Stanley-Cup-Playoffs 1981 die Finalserie erreichte, die mit 1:4 gegen die New York Islanders verloren ging. Im Verlauf der Playoffs hatte er in 18 Einsätzen 14 Punkte gesammelt.
Kurz nach dem Start der Spielzeit 1984/85, den er aufgrund einer erneuten Verletzung verpasst hatte, trennten sich die North Stars von ihrer einstigen Draftwahl. Gemeinsam mit Brent Ashton wurde der All-Star im Tausch für Tony McKegney und Bo Berglund zu den Nordiques de Québec transferiert. Mit dem Wechsel zu den Franko-Kanadiern begann für den 27-Jährigen eine unstete Zeit in der NHL. Bereits am Ende der Spielzeit wurde er erneut Teil eines Transfergeschäfts, als er im August 1985 für John Anderson an die Toronto Maple Leafs abgegeben wurde. Auch in der kanadischen Metropole verbrachte der Defensivakteur nur eine Saison, da er im Oktober 1986 für ein Fünftrunden-Wahlrecht im NHL Entry Draft 1988 zu den Vancouver Canucks geschickt wurde. Dort begann Maxwell die Spielzeit 1986/87, gelangte aber nach 30 Einsätzen im Januar 1987 über die Waiver-Liste zu den New York Rangers. Die Rangers beschäftigten ihn wiederum nur einen Monat, da sie ihn nach neun absolvierten Spielen im Februar 1987 an sein Ex-Team aus Minnesota verkauften. Dort beendete der Verteidiger die Saison schließlich und wurde am Saisonende ein Free Agent. Nachdem ein Probetraining bei den North Stars im Herbst 1987 nicht erfolgreich war, beendete er anschließend im Alter von 30 Jahren nach 691 NHL-Spielen seine aktive Karriere.
Maxwell starb im September 2023 im Alter von 66 Jahren in seiner Wahlheimat Minneapolis im US-Bundesstaat Minnesota.

### International
Für sein Heimatland nahm Maxwell an insgesamt drei Weltmeisterschaften teil. So spielte er in den Jahren 1978 in der tschechoslowakischen Landeshauptstadt Prag, 1979 in der sowjetischen Hauptstadt Moskau und 1982 in Finnland im Trikot der kanadischen Nationalmannschaft. Im Rahmen der Turniere bestritt der Verteidiger insgesamt 21 WM-Spiele, in denen er vier Scorerpunkte erzielte. Darunter befanden sich drei Tore. Sowohl 1978 als auch 1982 kehrte Maxwell mit einer Bronzemedaille im Gepäck heim, 1979 verpassten die Kanadier mit dem vierten Rang eine weitere Platzierung in den Medaillenrängen knapp.

## Erfolge und Auszeichnungen
| - 1975 President’s-Cup-Gewinn mit den New Westminster Bruins - 1975 Memorial Cup All-Star Team - 1976 President’s-Cup-Gewinn mit den New Westminster Bruins - 1977 President’s-Cup-Gewinn mit den New Westminster Bruins | - 1977 Memorial-Cup-Gewinn mit den New Westminster Bruins - 1977 Memorial Cup All-Star Team - 1984 Teilnahme am NHL All-Star Game |

### International
- 1978 Bronzemedaille bei der Weltmeisterschaft
- 1982 Bronzemedaille bei der Weltmeisterschaft

## Karrierestatistik

### International
Vertrat Kanada bei:
- Weltmeisterschaft 1978
- Weltmeisterschaft 1979
- Weltmeisterschaft 1982

(Legende zur Spielerstatistik: Sp oder GP = absolvierte Spiele; T oder G = erzielte Tore; V oder A = erzielte Assists; Pkt oder Pts = erzielte Scorerpunkte; SM oder PIM = erhaltene Strafminuten; +/− = Plus/Minus-Bilanz; PP = erzielte Überzahltore; SH = erzielte Unterzahltore; GW = erzielte Siegtore; 1 Play-downs/Relegation; Kursiv: Statistik nicht vollständig)

## Familie
Maxwells Schwager Rick Lapointe spielte zwischen 1975 und 1986 ebenfalls in der National Hockey League (NHL) und lief dort für die Detroit Red Wings, Philadelphia Flyers, St. Louis Blues, Nordiques de Québec und Los Angeles Kings auf. Dan, der Sohn Lapointes und Neffe Maxwells, war ebenfalls professioneller Eishockeyspieler. Er war zwischen 2007 und 2012 unter anderem in der ECHL, International Hockey League (IHL) und Central Hockey League (CHL) aktiv. Seine Juniorenzeit hatte er wie sein Vater und Onkel in der Western Hockey League (WHL) verbracht.